# Тимошинин, Иван Трофимович
Иван Трофимович Тимошинин (13 января 1912, Халютино — 24 октября 2002, Москва) — советский спортсмен и тренер, пятикратный чемпион СССР по академической гребле. Заслуженный мастер спорта СССР, заслуженный тренер СССР, судья всесоюзной категории.

## Биография
Родился 13 января 1912 года в деревне Халютино Ржевского уезда Тверской губернии. Занимался академической греблей в московском клубе «Стрелка». В 1939 году стал чемпионом СССР в классе четвёрок с рулевым.
С 1941 по 1945 год служил в ОМСБОНе. Был награждён боевыми орденами и медалями. Участник парада на Красной площади 7 ноября 1941 года и Парада Победы в Москве в июне 1945 года.
Во второй половине 1940-х годов входил в число ведущих советских гребцов, в этот период четырежды становился чемпионом СССР в различных дисциплинах.
Окончил Высшую школу тренеров при ГЦОЛИФК.
После завершения спортивной карьеры занимался тренерской деятельностью в ВФСО «Динамо». Подготовил 12 мастеров спорта и мастеров спорта международного класса. Его лучшим учеником был его сын — двукратный олимпийский чемпион в парной двойке Александр Тимошинин.
Умер 24 октября 2002 года в Москве. Похоронен на Николо-Архангельском кладбище.

## Семья
- Александр Тимошинин (1948—2021) — сын, советский гребец, двукратный олимпийский чемпион по академической гребле (1968, 1972).
- Ольга Каюмова (род. 1955) — дочь, советская волейболистка, чемпионка СССР (1975) и обладательница Кубка европейских чемпионов (1975) в составе клуба «Динамо» (Москва).
- Владимир Тимошинин (1970—2023) — внук, советский и российский спортсмен, двукратный чемпион Европы (1991, 1995) и призёр чемпионата мира (1994) по прыжкам в воду.